# Mathías Corujo
Mathías Corujo Díaz, né le 8 mai 1986 à Sauce, est un footballeur international uruguayen. Évoluant au poste d'arrière droit, il joue actuellement avec l'Universidad de Chile, dans le championnat du Chili.

## Palmarès
Avec le Cerro Porteño
- Champion du Paraguay en 2012 (tournoi d'ouverture) et 2013 (tournoi de clôture)

 Avec l'Universidad de Chile
- Champion du Chili en 2014 (tournoi d'ouverture)
- Vainqueur de la Coupe du Chili en 2015
- Vainqueur de la Supercoupe du Chili en 2015

## Statistiques

### Statistiques détaillées par saison
Le tableau ci-dessous récapitule les statistiques en match officiel de Mathías Corujo :
| Saison                | Club                  | Championnat           | Championnat | Championnat | Coupe(s) nationale(s) | Coupe(s) nationale(s) | Compétition(s) continentale(s) | Compétition(s) continentale(s) | Compétition(s) continentale(s) | Autres compétitions | Autres compétitions | Autres compétitions | Total | Total |
| Saison                | Club                  | Division              | M.          | B.          | M.                    | B.                    | Comp.                          | M.                             | B.                             | Comp.               | M.                  | B.                  | M.    | B.    |
| 2005-2006             | Montevideo Wanderers  | 1                     | 5           | 0           | -                     | -                     | -                              | -                              | -                              | -                   | -                   | -                   | 5     | 0     |
| 2006-2007             | Montevideo Wanderers  | 1                     | 19          | 0           | -                     | -                     | -                              | -                              | -                              | Liguilla            | 5                   | 0                   | 24    | 0     |
| 2007-2008             | Montevideo Wanderers  | 1                     | 2           | 0           | -                     | -                     | -                              | -                              | -                              | -                   | -                   | -                   | 2     | 0     |
| 2008-2009             | Montevideo Wanderers  | 1                     | 27          | 1           | -                     | -                     | -                              | -                              | -                              | -                   | -                   | -                   | 27    | 1     |
| 2009-2010             | Montevideo Wanderers  | 1                     | 29          | 2           | -                     | -                     | -                              | -                              | -                              | -                   | -                   | -                   | 29    | 2     |
| 2010-2011             | CA Peñarol (prêt)     | 1                     | 19          | 3           | -                     | -                     | CS+CL                          | 4+14                           | 1+1                            | -                   | -                   | -                   | 37    | 5     |
| 2011                  | Cerro Porteño         | 1                     | 19          | 0           | -                     | -                     | -                              | -                              | -                              | -                   | -                   | -                   | 19    | 0     |
| 2012                  | Cerro Porteño         | 1                     | 23          | 1           | -                     | -                     | CS                             | 1                              | 0                              | -                   | -                   | -                   | 24    | 1     |
| 2013                  | Cerro Porteño         | 1                     | 43          | 6           | -                     | -                     | CL+CS                          | 2+2                            | 0+1                            | -                   | -                   | -                   | 47    | 7     |
| 2014                  | Cerro Porteño         | 1                     | 11          | 1           | -                     | -                     | CL                             | 8                              | 0                              | -                   | -                   | -                   | 19    | 1     |
| 2014-2015             | Universidad de Chile  | 1                     | 33          | 5           | -                     | -                     | CL                             | 3                              | 1                              | -                   | -                   | -                   | 36    | 6     |
| 2015-2016             | Universidad de Chile  | 1                     | 25          | 3           | 4                     | 3                     | CL                             | 1                              | 0                              | SC                  | 1                   | 0                   | 31    | 6     |
| Total sur la carrière | Total sur la carrière | Total sur la carrière | 255         | 22          | 4                     | 3                     | -                              | 35                             | 4                              | -                   | 6                   | 0                   | 300   | 29    |

### But international
| No | Date         | Lieu                                    | Adversaire | Résultat | Compétition             |
| -- | ------------ | --------------------------------------- | ---------- | -------- | ----------------------- |
| 1  | 13 juin 2016 | Levi's Stadium, Santa Clara, États-Unis | Jamaïque   | 3-0      | Copa América Centenario |